# 1941 en numismatique
Chronologie de la numismatique
- 1940 en numismatique - 1941 en numismatique - 1942 en numismatique

Cet article présente les faits marquants de l'année 1941 en numismatique.

## Évènements

### Par dates

#### Juillet
- 26 juillet 1941 :
  -  État indépendant de Croatie : introduction de la kuna en remplacement de l'ancien dinar yougoslave, à parité : 1 kuna = 1 dinar. Un taux de change fixe avec le reichsmark est établi : 1 RM = 20 kuna.